# Vasto
Vasto este un oraș în Italia.

## Demografie
Vasto - evoluția demografică

|  | Graficele sunt indisponibile din cauza unor probleme tehnice. Mai multe informații se găsesc la Phabricator și la wiki-ul MediaWiki. |

Date: Recensăminte sau birourile de statistică - grafică realizată de Wikipedia

Vezi și: Listă de orașe din Italia
1. ↑  Superficie di Comuni Province e Regioni italiane al 9 ottobre 2011 (în italiană), Istituto Nazionale di Statistica, accesat în 16 martie 2019
2. ↑   https://it-ch.topographic-map.com/map-lz694s/Vasto/?zoom=19&center=42.11231%2C14.70839&popup=42.11249%2C14.7083 Lipsește sau este vid: |title= (ajutor)